# Liste der Biografien/Cub
Liste der Biografien |
Portal Biografien |
Personensuche
# |
A |
B |
C |
D |
E |
F |
G |
H |
I |
J |
K |
L |
M |
N |
O |
P |
Q |
R |
S |
T |
U |
V |
W |
X |
Y |
Z |
?
 
Ca |
Cb |
Cc |
Ce |
Ch |
Ci |
Cj |
Ck |
Cl |
Cm |
Cn |
Co |
Cr |
Cs |
Ct |
Cu |
Cv |
Cw |
Cy |
Cz
 
Cua |
Cub |
Cuc |
Cud |
Cue |
Cuf |
Cug |
Cuh |
Cui |
Cuj |
Cuk |
Cul |
Cum |
Cun |
Cuo |
Cup |
Cuq |
Cur |
Cus |
Cut |
Cuv |
Cuw |
Cux |
Cuy |
Cuz
Die Liste der Biografien führt alle Personen auf, die in der deutschsprachigen Wikipedia einen Artikel haben. Dieses ist eine Teilliste mit 74 Einträgen von Personen, deren Namen mit den Buchstaben „Cub“ beginnt.

## Cub

### Cuba
- Cuba Sanabria, Simeón (1935–1967), bolivianischer Guerillakämpfer, Mitglied der Ñancahuazú Guerilla Kolonne
- Cuba, Ignacio Alberto (* 1962), kubanischer Langstreckenläufer
- Cuba, Joe (1931–2009), puerto-ricanischer Musiker
- Cuba, Mario (* 1992), peruanischer Badmintonspieler
- Cuba, Ofelia Huamanchumo de la (* 1971), peruanische Hispanistin und Schriftstellerin
- Cubach, Quirinus (1589–1624), deutscher Historiker, Jurist und Poet
- Cuba’in, Najib, anglikanischer Bischof von Jordanien, Libanon und Syrien
- Cuban Link (* 1974), US-amerikanischer Rapper karibischer Herkunft
- Cuban, Mark (* 1958), US-amerikanischer IT-Unternehmer und Self-Made-MilliardärMark Cuban (* 1958)

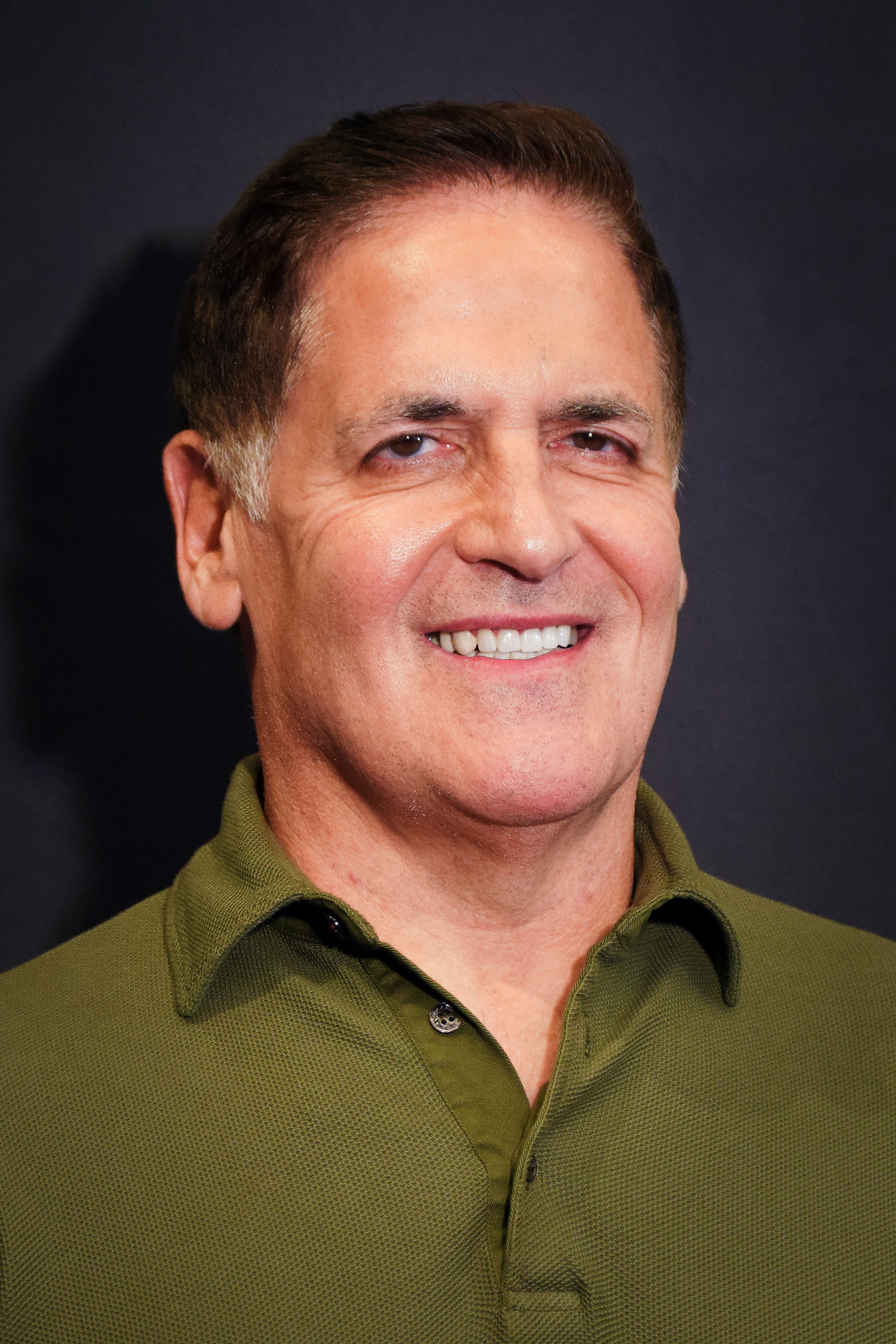
Mark Cuban (* 1958)

- Cubarsí, Pau (* 2007), spanischer Fußballspieler
- Cubas Grau, Raúl (* 1943), paraguayischer Politiker, Staatspräsident von Paraguay
- Cubas, Janet (* 1962), peruanische Politikerin und Dozentin
- Cubas, José Fernando (* 1981), paraguayischer Schachspieler
- Cubasch, Ulrich (* 1952), deutscher Meteorologe und Klimaforscher
- Cubaynes, Jules (1894–1975), französischer römisch-katholischer Geistlicher, Schriftsteller und Übersetzer okzitanischer Sprache

### Cubb
- Cübbeli Ahmet Hoca (* 1965), islamischer Prediger
- Cubbison, Donald C. (1882–1968), US-amerikanischer Offizier, Generalmajor der US-Army

### Cube
- Cube, Alexander von (1927–2013), deutscher Wissenschaftsjournalist
- Cube, Felix Alexander von (1876–1964), Arzt, Naturforscher und Bergsteiger
- Cube, Felix von (1927–2020), deutscher Didaktiker und Unternehmer
- Cube, Felix-Eberhard von (1903–1988), deutscher Komponist, Musikwissenschaftler und Musiktheoretiker
- Cube, Gustav von (1873–1931), deutscher Architekt
- Cube, Hellmut von (1907–1979), deutscher Schriftsteller und Autor
- Cube, Irma von (1899–1977), deutsche Drehbuchautorin
- Cube, Johann David (1724–1791), deutscher evangelischer Theologe und Dichter
- Cube, Johann Ludwig Ferdinand von (1788–1855), deutsch-baltischer Adelsmann, Jurist, Politiker und Vizegouverneur von Livland
- Cube, Johann Moritz von (* 1978), deutscher Sänger (Countertenor)
- Cube, Julius von (1815–1888), deutsch-baltischer Adelsmann, Jurist und Vizegouverneur von Kurland
- Cube, Walter von (1906–1984), deutscher Journalist
- Cubeddu Wiedemann, Maria Giovanna (1961–2018), italienische Rechtswissenschaftlerin und Hochschullehrerin
- Cubelles, Domenico (1497–1566), spanischer römisch-katholischer Geistlicher und Bischof von Malta
- Cubelli, Tomás (* 1989), argentinischer Rugbyspieler
- Cubells, Eduardo (1900–1964), spanischer Fußballspieler und -trainer
- Cuber, Ronnie (1941–2022), US-amerikanischer Jazzmusiker (Bariton-, Tenor- und Sopransaxophon, Flöte und Klarinette)
- Cuberli, Lella (* 1945), US-amerikanische Opernsängerin (Sopran)
- Cubero Otoya, Gonzalo (1903–2003), costa-ricanischer Botschafter
- Cubero Sánchez, José (1964–1985), spanischer ToreroJosé Cubero Sánchez (1964–1985)

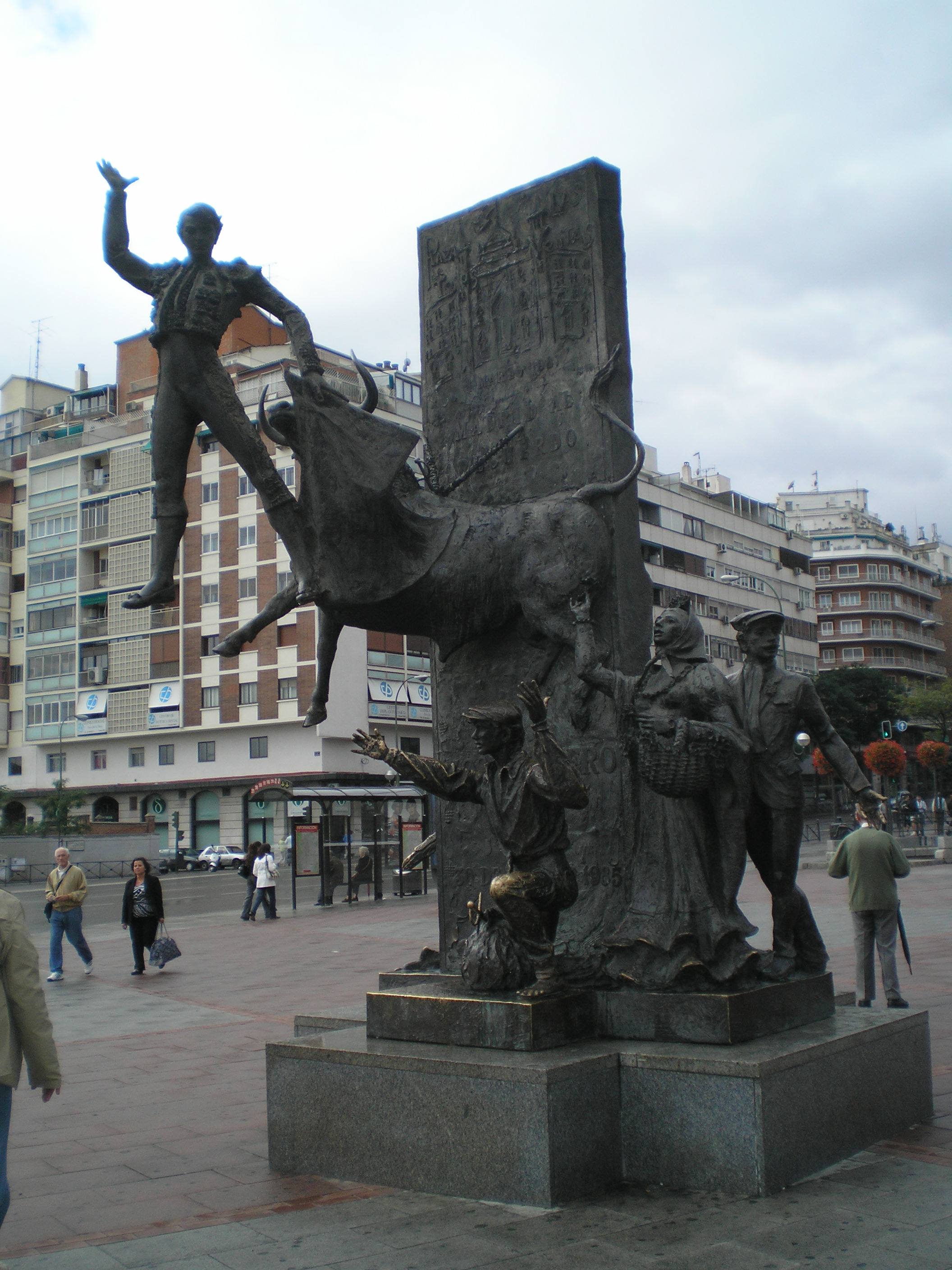
José Cubero Sánchez (1964–1985)

- Cubero, Edwin (1924–2000), costa-ricanischer Fußballspieler
- Cubero, José Miguel (* 1987), costa-ricanischer Fußballspieler
- Cubero, Mathías (* 1994), uruguayischer Fußballspieler
- Cubero, Pedro (* 1645), spanischer Priester und Weltreisender

### Cubi
- Cubic, Dennis (* 1978), deutscher Schauspieler
- Cubicec, Ion (1917–1998), salvadorianischer Musikpädagoge und Komponist
- Cubicularius, Ulrich († 1586), deutscher lutherischer Theologe in Niederungarn und der Grafschaft Hanau-Lichtenberg
- Cubières, Amédée Louis Despans de (1786–1853), französischer General
- Cubières, Michel de (1752–1820), französischer Schriftsteller
- Cubiles, José (1894–1971), spanischer Pianist und Musikpädagoge
- Cubilla, Luis (1940–2013), uruguayischer Fußballspieler und -trainer
- Cubilla, Pedro (1933–2007), uruguayischer Fußballspieler
- Cubilla, Rodrigo (* 1986), uruguayischer Fußballspieler
- Cubillas, Teófilo (* 1949), peruanischer FußballspielerTeófilo Cubillas (* 1949)

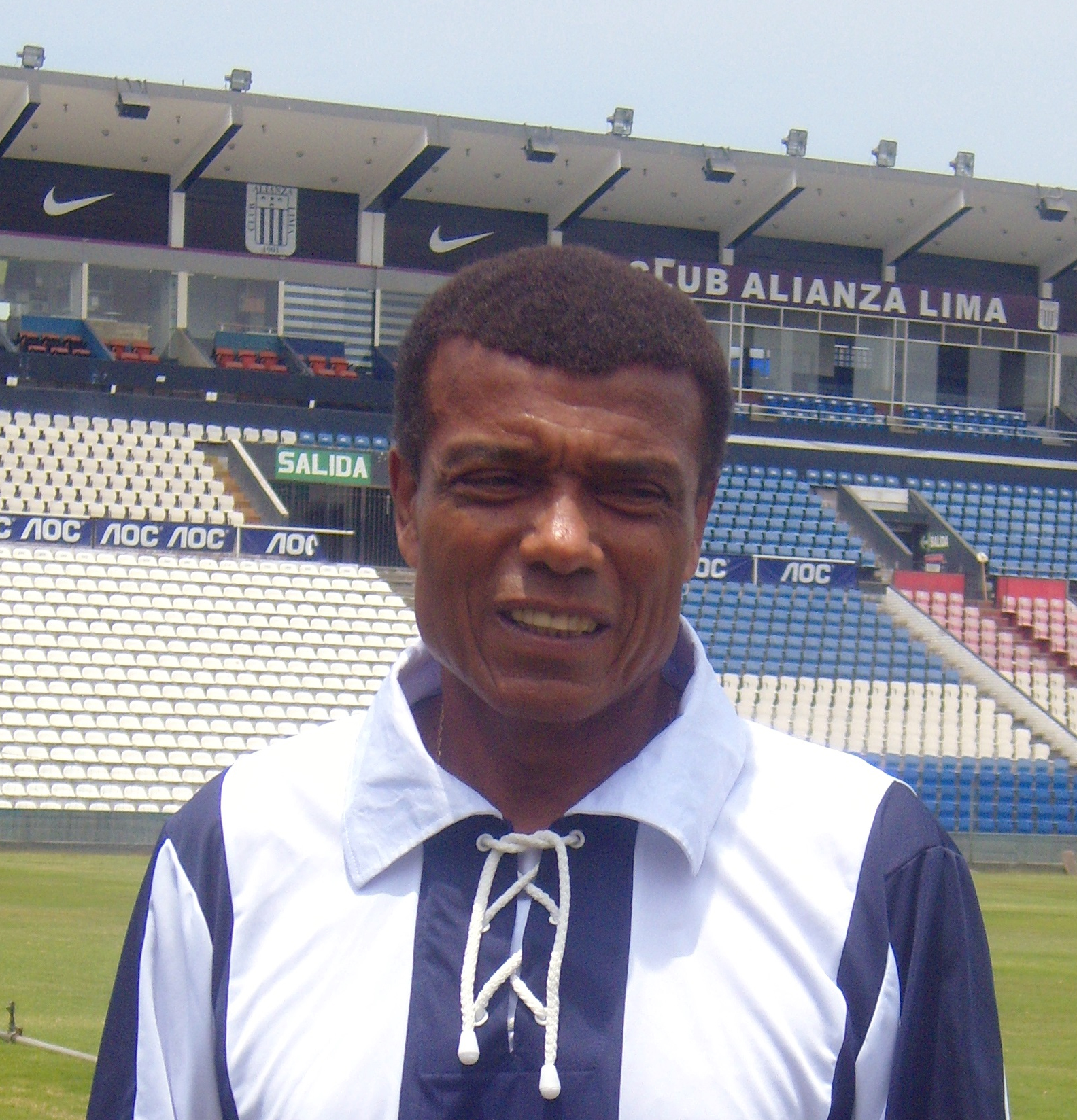
Teófilo Cubillas (* 1949)

- Cubillos Peña, Héctor (* 1949), kolumbianischer Bischof von Zipaquirá
- Cubillos, Carlos (1929–2003), chilenischer Fußballspieler
- Cubin, Barbara (* 1946), US-amerikanische Politikerin der Republikanischen Partei
- Cubino, Laudelino (* 1963), spanischer Radrennfahrer
- Cubis, Alex (* 1991), australischer SchauspielerAlex Cubis (* 1991)

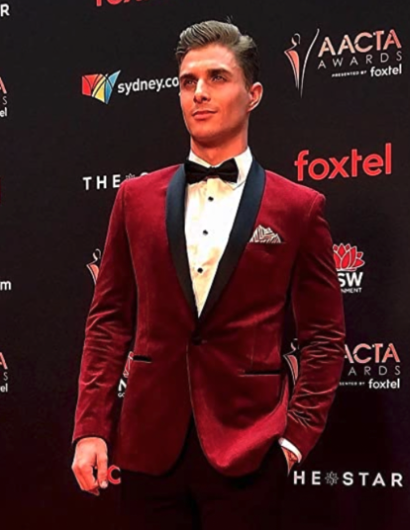
Alex Cubis (* 1991)

- Cubitt, Clayton James (* 1972), amerikanischer Fotograf
- Cubitt, David (* 1965), kanadischer Schauspieler
- Cubitt, Henry, 4. Baron Ashcombe (1924–2013), britischer Peer und Politiker
- Cubitt, Lewis (1799–1883), englischer Ingenieur
- Cubitt, Thomas (1871–1939), britischer Offizier, Gouverneur von Bermuda
- Cubitt, Toby (* 1980), britischer Physiker und Mathematiker

### Cubr
- Čubretović, Ivan (* 1975), kroatischer Fußballspieler
- Čubrić, Radiša (* 1962), jugoslawischer, serbischer Radrennfahrer
- Čubrić, Radoš (1934–2017), jugoslawischer Radsportler, Teilnehmer der Olympischen Spiele
- Čubrić, Rajko (* 1958), jugoslawischer Radrennfahrer
- Čubrilo, Luka (* 1988), serbischer Volleyballspieler
- Čubrilović, Vaso (1897–1990), serbischer Historiker und Politiker
- Čubrilović, Veljko (1886–1915), Helfer der Attentäter des österreichisch-ungarischen Thronfolgers 1914
- Cubrt, Vladimir Jon, kanadischer Schauspieler

### Cubu
- Çubukçu, Bilal (* 1987), türkischer Fußballspieler
- Cuburu, José Antonio (1925–2005), mexikanischer Fußballspieler
- Cuburu, Martín, mexikanischer Fußballspieler
- Cuburu, Samuel (* 1928), mexikanischer Fußballspieler